# Zamek w Złocieńcu
Zamek w Złocieńcu (dawniej niem. Falkenburg) – ruiny zamku w Złocieńcu położone na skarpie, nad Drawą.

## Historia

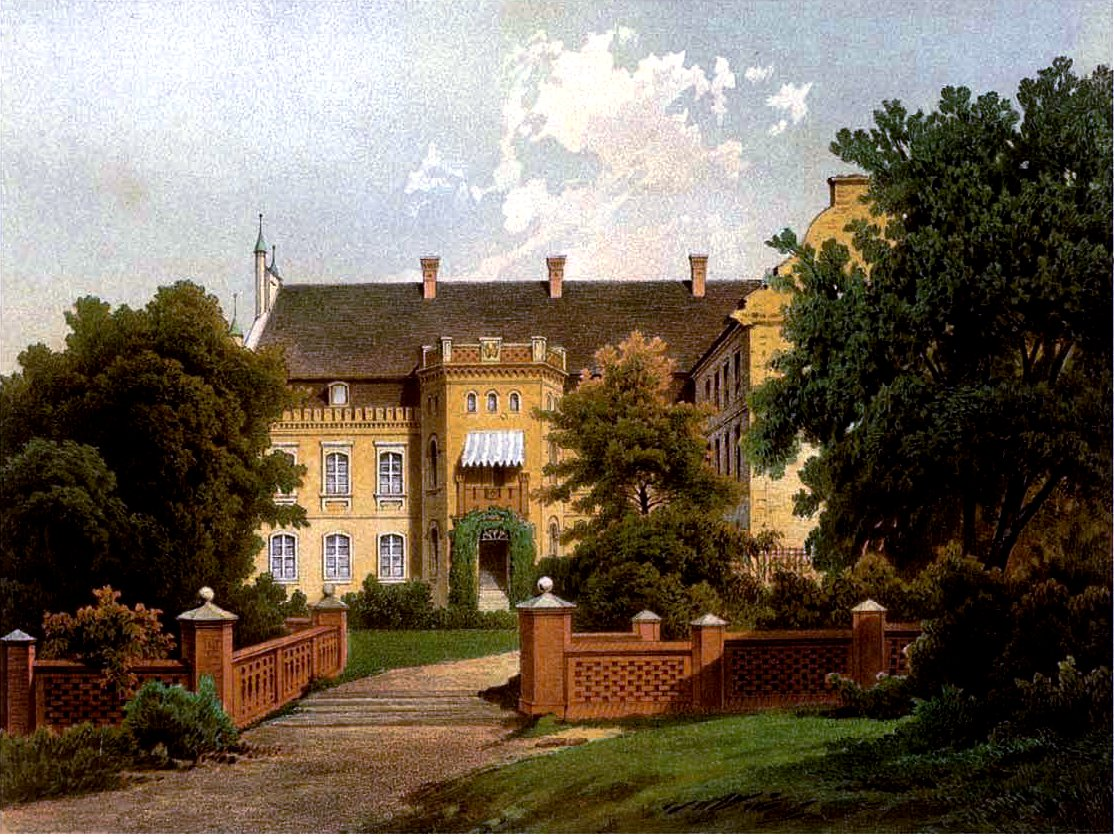
Palac Falkenburg, 1860, Alexander Duncker

Na początku XIV wieku Ludolf I Starszy von Wedel otrzymał od margrabiego brandenburskiego ziemię nad rzeką Drawą, gdzie wybudował, początkowo skromny, warowny zamek na regularnej podstawie o wymiarach 36m x 36 m. Pierwotnie twierdza była niewielką jednopiętrową budowlą z wieżą. Właściciel mógł dysponować zaledwie jednym pomieszczeniem. Zamek oddzielała fosa od osady, a później miasta, które aż do połowy XIX wieku należało do właścicieli zamku. 
Badania archeologiczne wykazały, że zamkowe piwnice stanowią najstarszy element budowli i pochodzą z pierwszej połowy XIV wieku. Stara legenda głosiła, że zamek zbudowano na miejscu słowiańskiego grodziska. Badania archeologiczne nie potwierdzają tego faktu.
Według Zbigniewa Radackiego synowie Ludolfa I: Hasso i Luedeke dokonali pierwszej znaczącej rozbudowy zamku. Przebudowali skrzydło mieszkalne, która położone było wzdłuż południowego muru osłonowego. Powstały dwa równoległe budynki mieszkalne, które mogły być przeznaczone dla dwóch braci. W 1389 r. zamek został spalony przez Krzyżaków, którzy uwalniali porwanego księcia Wilhelma z Geldrii, a potem odbudowany. 
Powstanie skrzydła południowego Z. Radacki przypisuje działalności Henryka von Borcke, który w 1470 roku przejął znaczną część zamku.
Najstarszy wizerunek zamku przedstawiony został na miedziorycie Meriana z 1652 roku. Była to już renesansowa budowla. Zamek posiadał wtedy dwa skrzydła północne i południowe, które oddzielał wąski dziedziniec. Wieża zamkowa została wtopiona w fasadę południowego skrzydła i była niemal równa z kalenicami obu skrzydeł. Przebudowa w stylu renesansowym miała miejsce około 1600 roku. Wybito wówczas okna w murach osłonowych, co zapoczątkowało proces zatracania charakteru obronnego budowli. Wieżę zwieńczono renesansowym hełmem. 
Zasadniczą przebudowę zamku w drugiej połowie XVII wieku zrealizował miłośnik zamku w Heidelbergu – Caspar von Borcke. Caspar przekształcił zamek w imponujący renesansowy pałac. W jednym z pomieszczeń północnego skrzydła urządził wspaniałą salę rycerską. Caspar zlikwidował średniowieczny układ przestrzenny zamku. Zburzono skrzydło południowe i wieżę. Kolejne, niewielkie przebudowy realizowano w latach: 1700, 1780, 1854. Podczas ostatniej zastąpiono stary drewniany most solidnym kamiennym, natomiast zamkową fosę przekształcono w park.
W 1823 r. umarł ostatni złocieniecki von Borcke. Zamek ostatecznie przeszedł w ręce Bernharda von Mellenthina, który za dzielność okazaną na wojnie z Danią w 1864 roku otrzymał armatę od cesarza Wilhelma I. Działo to było charakterystyczną ozdobą dziedzińca aż do lat czterdziestych XX stulecia, kiedy zostało zabrane w niewiadome miejsce przez pluton polskich żołnierzy. Bernhard umarł bezdzietnie, a zamek odziedziczył Vitilo von Griesheim, a później jego syn Kurt.
W 1906 roku Kurt von Griesheim przygotowując się do wizyty cesarskiego syna Eitela Friedricha dokonał gruntownej przebudowy zamku. Prace wykonał mistrz budowlany z Kalisza - Willi Witchow. Podwyższono wieżę do wysokości sześciu pięter i zakończono ją efektownym hełmem. Pomieszczenia po obu stronach wieży otrzymały tak zwane mansardy, renowacji poddano także wnętrze budowli. 
II wojnę światową zamek przetrwał w nienaruszonym stanie. Został opuszczony i przez dziesiątki lat nie zagospodarowany. Brak opieki nad zabytkiem spowodował jego rozgrabienie i zniszczenie. Zachowały się jedynie gotyckie piwnice z XIII w. oraz park zamkowy z aleją wiązów.